# Haplogynae
Las haplóginas son una serie de arañas araneomorfas. 
A diferencia de las Entelegynae, ellas carecen de genitales femeninos endurecidos o esclerotizados (epiginas).
La mayoría de las arañas de este grupo tienen seis ojos al contrario de las otras arañas. Algunos miembros en la familia Caponiidae (Caponioidea) tienen sólo cuatro, o dos ojos;
Las cribeladas Filistatidae son aparentemente hermanas de la mayoría de las ecribeladas restantes (Coddington & Levy, 1991, p576).
```
+----------------
Filistatidae
      (109 species)
    |     +----------
Caponiidae
(1)
     (70 species)
    |  +--|  +-------
Tetrablemmidae
(1)
 (126species)
    |  |  |  |  
Dysderoidea
:
   -|  |  +--|  +--+-
Orsolobidae
       (177 species)
    |  |     +--|  +-
Oonopidae
         (ca. 500 species)
    |  |        |----
Dysderidae
        (ca. 500 species)
    |  |        +----
Segestriidae
      (106 species)
    +--|  "
Scytodoids
":     
       |        
Pholcoidea
:          
       |  +-----+----
Pholcidae
         (ca. 960 species)
       |  |     |--+-
Diguetidae
        (15 species)
       |  |        +-
Plectreuridae
     (30 species)
       +--|     
Leptonetoidea
:
          |  +--+----
Ochyroceratidae
   (146 species)
          |  |  |--+-
Leptonetidae
      (200 species)
          +--|     +-
Telemidae
         (22 species)
             |  
Scytodoidea
: 
(2)

             |  +----
Sicariidae
        (122 species)
             +--|  
                +--+-
Scytodidae
        (169 species)
                   +-
Drymusidae
        (10 species)
```

- (1) Las Caponiidae y Tetrablemmidae son, actualmente, consideradas como pertenecientes a la superfamilia Caponioidea.
- (2) Las Periegopidae (dos especies), las que son parte de las Scytodoidea, no fueron reconocidas hasta 1985.

Hipótesis cladística para Haplogynae (after Raven, 1985). El largo de línea no tiene relación con la distancia evolutiva.

## Familias
Se reconocen las siguientes según The World Spider Catalog:
- Filistatidae Ausserer, 1867
- Sicariidae Keyserling, 1880
- Scytodidae Blackwall, 1864
- Periegopidae Simon, 1893
- Drymusidae Simon, 1893
- †Praeterleptonetidae Wunderlich 2008
- †Pholcochyroceridae Wunderlich, 2008
- Leptonetidae Simon, 1890
- Telemidae Fage, 1913
- †Eopsilodercidae Wunderlich, 2008
- Ochyroceratidae Fage, 1912
- Pholcidae C. L. Koch, 1851
- Plectreuridae Simon, 1893
- Diguetidae F. O. Pickard-Cambridge, 1899
- Caponiidae Simon, 1890
- Tetrablemmidae O. Pickard-Cambridge, 1873
- Trogloraptoridae Griswold, Audisio & Ledford, 2012
- Segestriidae Simon, 1893
- Dysderidae C. L. Koch, 1837
- Oonopidae Simon, 1890
- Orsolobidae Cooke, 1965
- †Plumorsolidae Wunderlich, 2008